# University of Twente, Faculty of Geo-Information Science and Earth Observation, ITC
De Faculty of Geo-Information Science and Earth Observation of Faculty ITC, in het Nederlands de Faculteit Geo-Informatie Wetenschappen en Aardobservatie, kortweg ITC (een afkorting van de korte vorm van de oorspronkelijke naam, International Training Center), is een faculteit van de Universiteit Twente. Het vakgebied van ITC is geo-informatie wetenschappen en aardobservatie. De faculteit biedt MSc- en PhD-opleidingen in geo-informatie en remote sensing aan, waarbij de nadruk ligt op toepassingen in ontwikkelingslanden. Studenten vanuit de hele wereld gaan naar de faculteit om daar opleidingen te volgen.

## Geschiedenis
Het ITC werd in 1950 in Delft opgericht door oud-premier Wim Schermerhorn, destijds hoogleraar in het landmeten aan de Technische Hogeschool Delft. Als International Training Centre for Aerial Survey werd het ingesteld om cursussen over cartografie en luchtfotografie aan studenten uit ontwikkelingslanden te kunnen aanbieden en onderzoek te doen naar geospatiale oplossingen voor nationale en mondiale problemen. Onderwijs, onderzoek en studentenhuisvesting vond plaats in een enkel gebouw.
In het kader van het spreidingsbeleid van eind jaren zestig, om de economisch zwakke positie in Noord-, Oost- en Zuid-Nederland te versterken, werd in 1971 een deel van het ITC naar Enschede verplaatst. De laatste onderdelen werden in 2000 verplaatst naar Enschede. Het ITC is sinds 1 januari 2010 ingebed in de Universiteit Twente als een eigensoortige (sui generis) faculteit. Tot die tijd was het een zelfstandige organisatie met als meest recente naam International Institute for Geo-Information Science and Earth Observation. Medio 2023 verhuisde het ITC naar het Langezijdsgebouw aan de Hallenweg 8 op de campus van de Universiteit Twente.

## Beeldengalerij

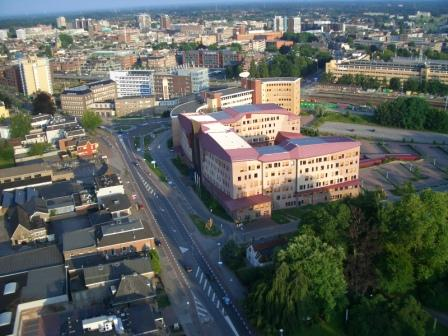
Luchtfoto van het oude ITC-gebouw aan de Hengelosestraat
- Polygoonjournaal uit 1972 over het ITC